# NGC 7720-1
NGC 7720-1 is een elliptisch sterrenstelsel in het sterrenbeeld Pegasus. Het hemelobject werd op 10 september 1784 ontdekt door de Duits-Britse astronoom William Herschel.

## Synoniemen
- UGC 12716
- DRCG 37-77
- MCG 4-55-36
- 3C 465
- ZWG 476.91
- KCPG 588A
- PGC 71985